# Hospice Brézin
L’hospice de la Reconnaissance puis Brézin est un ancien hôpital situé à Garches en France, aujourd'hui intégré au sein de l'hôpital Raymond-Poincaré.

## Histoire
L'hospice de la Reconnaissance est construit entre 1836 et 1846 par l'architecte Martin-Pierre Gauthier, prix de Rome, sur un terrain et avec des fonds légués à l'Assistance publique et Hospices de Paris par l'entrepreneur et philanthrope Michel Brézin. L'hospice est construit sur la propriété de Petit-l'Étang, léguée par Brézin en 1828 aux Hospices de Paris. D'un point de vue architectural, l'hospice est composé d'une galerie à arcades, semblable au cloître d'un monastère, une chapelle étant placée en son centre.
Ouvert sous le nom d'« hospice de la Reconnaissance », il accueille des ouvriers âgés démunis ayant travaillé dans les forges. Quarante anciens forgerons, serruriers et mécaniciens forment ainsi le premier contingent de pensionnaires.
Les architectes François-Jacques Delannoy et Martin-Pierre Gauthier sont chargés des travaux, et participent par la suite à l'agrandissement des bâtiments. En 1843, l'hospice compte 300 lits. Les retraités disposent de vastes dortoirs et d'un lopin de terre à cultiver.
En 1878, l'entrepreneur et philanthrope Ernest Goüin fait un don de 500 000 francs à l'Assistance publique pour la fondation Ernest-Goüin, pour la construction et l'entretien d'un pavillon de 30 lits destiné à recevoir d'anciens ouvriers âgés et incapables de subvenir à leurs besoins, en tant qu'annexe et sur les terrains de l'hospice Brézin. Une disposition spéciale réserve un certain nombre de lits aux ouvriers des Batignolles, dont droit de présentation[pas clair] revient à Ernest Goüin puis à son fils Jules. Lemaire, fils d'un administrateur des Batignolles, suivant l'exemple de Goüin, finance un second pavillon (fondation Lemaire), permettant ainsi de doubler le nombre des lits déjà mis par le pavillon Goüin à la disposition des invalides du travail.
Un siècle après sa fondation, l'hospice est transformé en hôpital. Ainsi, entre 1932 et 1936, l'hôpital Raymond-Poincaré est construit à l'arrière et à l'est de l'hospice. Depuis son rattachement à l'hôpital Raymond-Poincaré, le bâtiment est appelé « pavillon Brézin ». Un buste de Michel Brézin est par ailleurs installé dans la cour.
Il fait l'objet d’une inscription au titre des monuments historiques depuis le 28 septembre 1978.